# Verkeersveiligheid

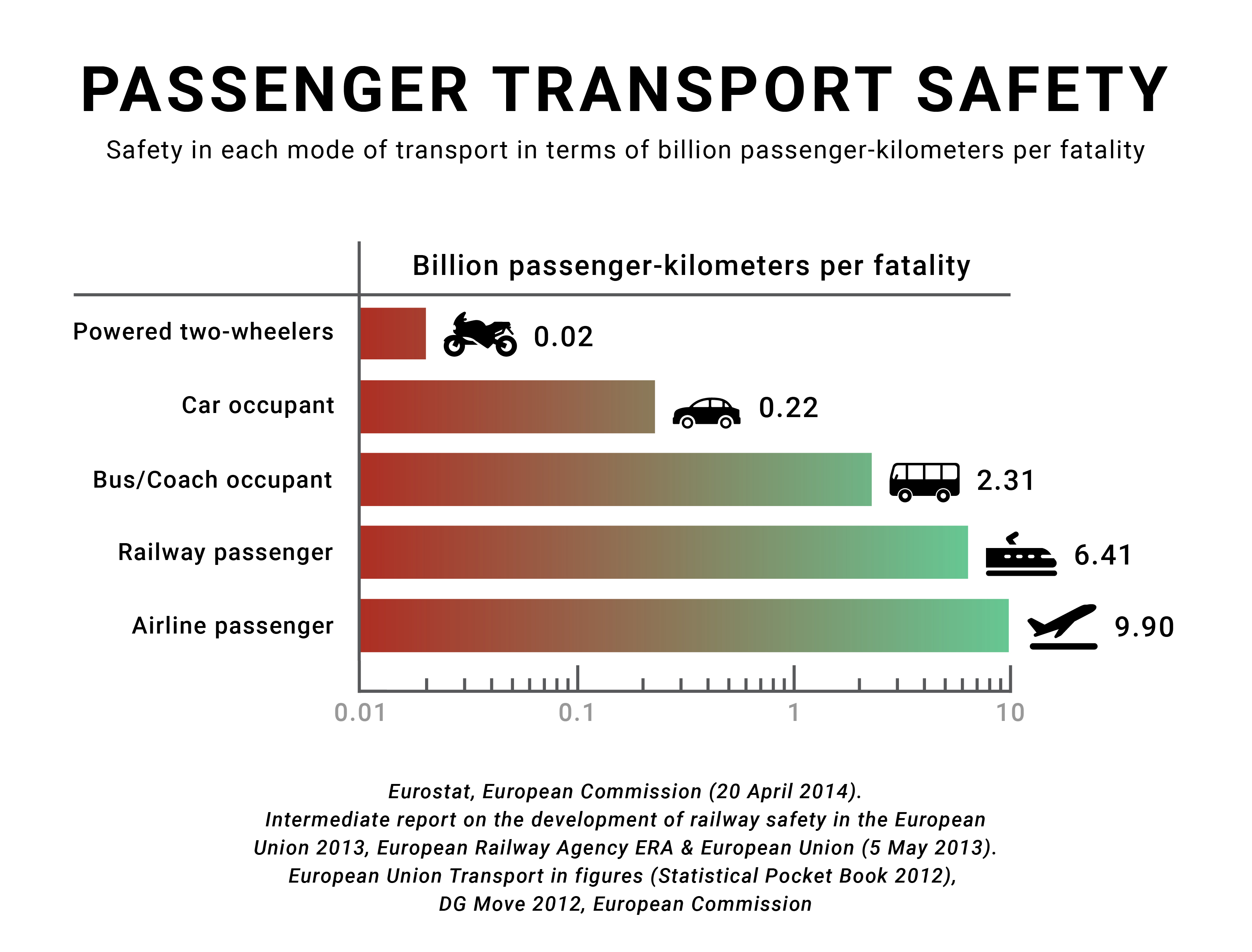
Risico op een fatale afloop per transportmiddel in de EU.

Verkeersveiligheid refereert naar de mate waarin iedereen veilig kan deelnemen aan het verkeer. Als men over het thema 'Verkeersveiligheid' heeft, dan spreekt men over verkeersveiligheidsbeleid.

## Algemeen
Verkeersveiligheid bestaat uit twee onderdelen. Ten eerste gaat verkeersveiligheid over verkeersslachtoffers als gevolg van bijvoorbeeld ongelukken. Ten tweede gaat verkeersveiligheid over zogenaamde verdrongen mobiliteit. Het gaat hierbij om weggebruikers die door verkeersdreiging (denk aan slechtzienden die niet goed auto's kunnen zien aankomen) of beperkingen van de infrastructuur (zoals het ontbreken van een stoep) niet (goed) kunnen gaan en staan waar ze willen.
Drie factoren bepalen de verkeersveiligheid:
- De bestuurder (o.a. rijgedrag en de rijvaardigheid)
- Het voertuig (soort voertuig en veiligheidssystemen)
- De weg (bijv. veilige inrichting)

Het bevorderen van de verkeersveiligheid kan op een aantal manieren:
- Actieve veiligheid, dat wil zeggen alle maatregelen op een rond een voertuig om de kans op een ongeval te beperken.
- Passieve veiligheid, alle maatregelen om de gevolgen van een ongeval te beperken.

Erik Asmussen, grondlegger van de wetenschappelijke benadering, eerste hoogleraar verkeersveiligheid aan de Technische Universiteit Delft en daarvoor lang directeur van de SWOV introduceerde een systeembenadering waarbij onderscheid wordt gemaakt tussen
- Veilige inrichting van de weg (engineering).
- Handhaving van verkeersregels (enforcement).
- Publieksvoorlichting en educatie (education).

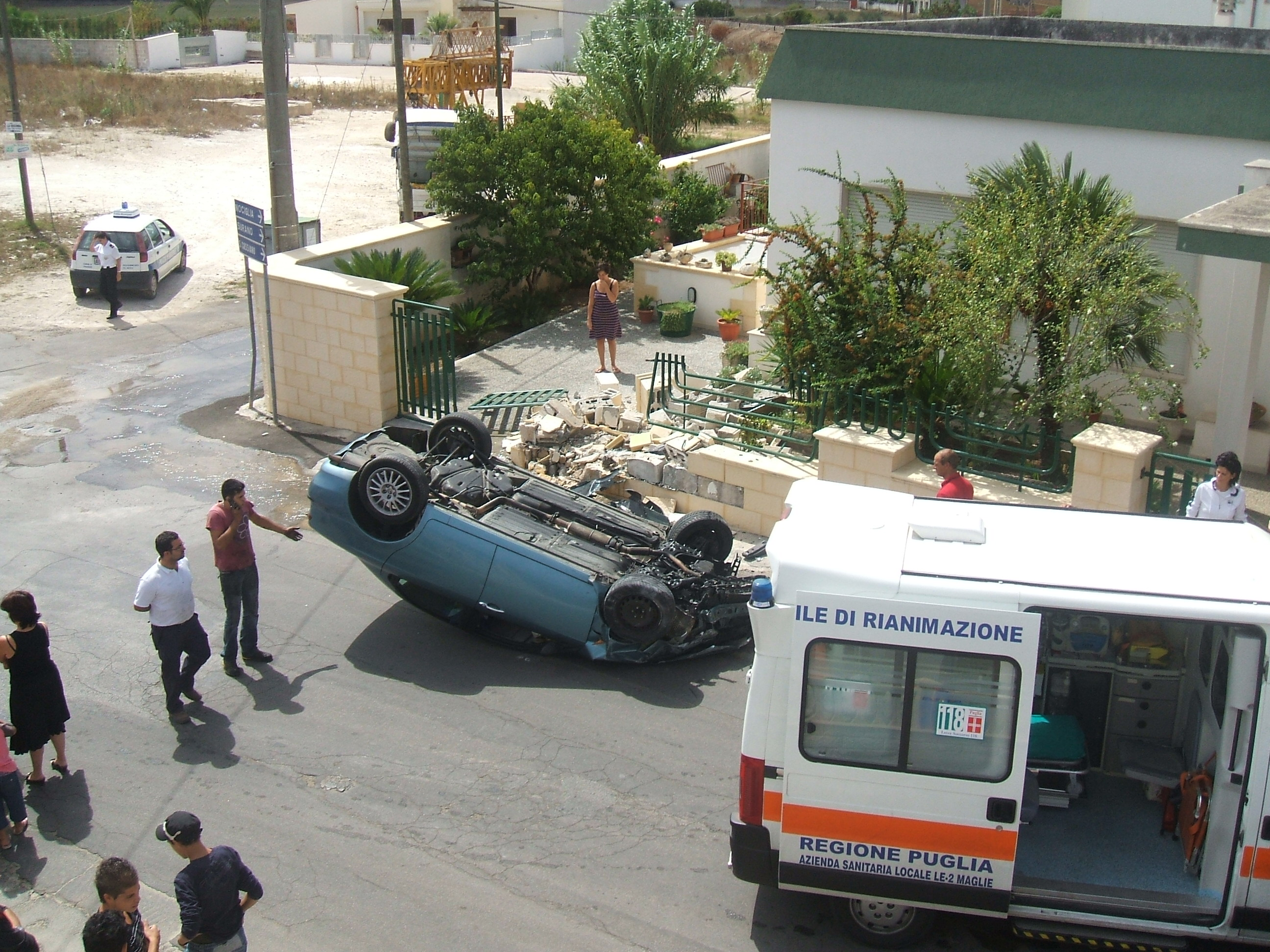
Een verkeersongeval in Poggiardo

## Algemene statistieken
In de twintigste eeuw heeft het verkeer wereldwijd circa 30 miljoen slachtoffers geëist. In het jaar 2000 stierven een half miljoen mensen door verkeersongelukken, van wie 45.000 in de Europese Unie. In de klasse 15-24 jaar is het naast zelfmoord de belangrijkste doodsoorzaak (bron: CBS Doodsoorzakenstatistiek).

### Ontwikkelingen in Europa
Tussen 1970 en 2000 is in Europa het verkeersvolume (aantal gereden kilometers in het verkeer) ongeveer verdubbeld. Dankzij veiligere auto's, betere rijopleiding, en veiliger infrastructuur is het aantal slachtoffers in dezelfde periode gehalveerd.
Evolutie verkeersdoden per miljoen inwoners in de EU (Europese Commissie, april 2014) Persbericht:
| Land                | Doden per miljoen 2001 | Doden per miljoen 2013 | Index 2001 | Index 2013 |
| ------------------- | ---------------------- | ---------------------- | ---------- | ---------- |
| Roemenië            | 109                    | 92                     | 100        | 84         |
| Polen               | 145                    | 87                     | 100        | 60         |
| Luxemburg*          | 159                    | 87                     | 100        | 55         |
| Letland             | 236                    | 86                     | 100        | 36         |
| Kroatië             | 146                    | 86                     | 100        | 59         |
| Litouwen            | 202                    | 85                     | 100        | 42         |
| Bulgarije           | 124                    | 82                     | 100        | 66         |
| Griekenland         | 172                    | 81                     | 100        | 47         |
| Tsjechië            | 130                    | 63                     | 100        | 48         |
| België              | 145                    | 65                     | 100        | 45         |
| Portugal            | 163                    | 62                     | 100        | 38         |
| Estland             | 146                    | 61                     | 100        | 42         |
| Slovenië            | 140                    | 61                     | 100        | 44         |
| Hongarije           | 121                    | 59                     | 100        | 49         |
| Italië              | 125                    | 58                     | 100        | 46         |
| Oostenrijk          | 119                    | 54                     | 100        | 45         |
| Malta*              | 41                     | 54                     | 100        | 132        |
| Cyprus              | 140                    | 53                     | 100        | 38         |
| EU - Totaal         | 113                    | 52                     | 100        | 46         |
| Frankrijk           | 134                    | 50                     | 100        | 37         |
| Finland             | 84                     | 48                     | 100        | 57         |
| Slowakije           | 114                    | 42                     | 100        | 37         |
| Ierland             | 107                    | 42                     | 100        | 39         |
| Duitsland           | 85                     | 41                     | 100        | 48         |
| Spanje              | 136                    | 37                     | 100        | 27         |
| Nederland           | 62                     | 34                     | 100        | 55         |
| Denemarken          | 81                     | 32                     | 100        | 40         |
| Verenigd Koninkrijk | 61                     | 29                     | 100        | 48         |
| Zweden              | 66                     | 28                     | 100        | 42         |

- Voor Luxemburg en Malta zijn deze berekende cijfers, gezien het beperkte aantal inwoners, van jaar tot jaar soms onderhevig aan grote schommelingen en dus met enige voorzichtigheid te benaderen.

### Ontwikkelingen wereldwijd

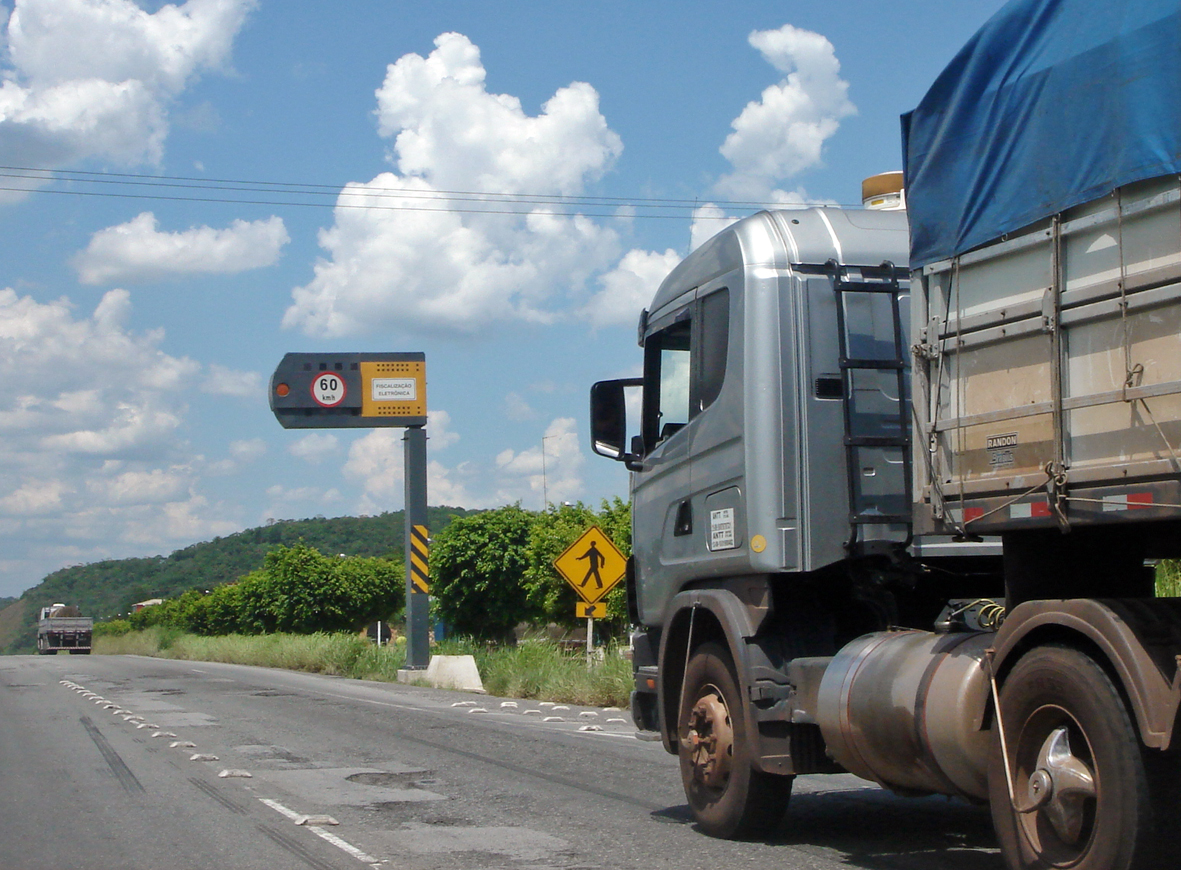
Snelheidsmeter op het platteland van Brazilië, 2008.

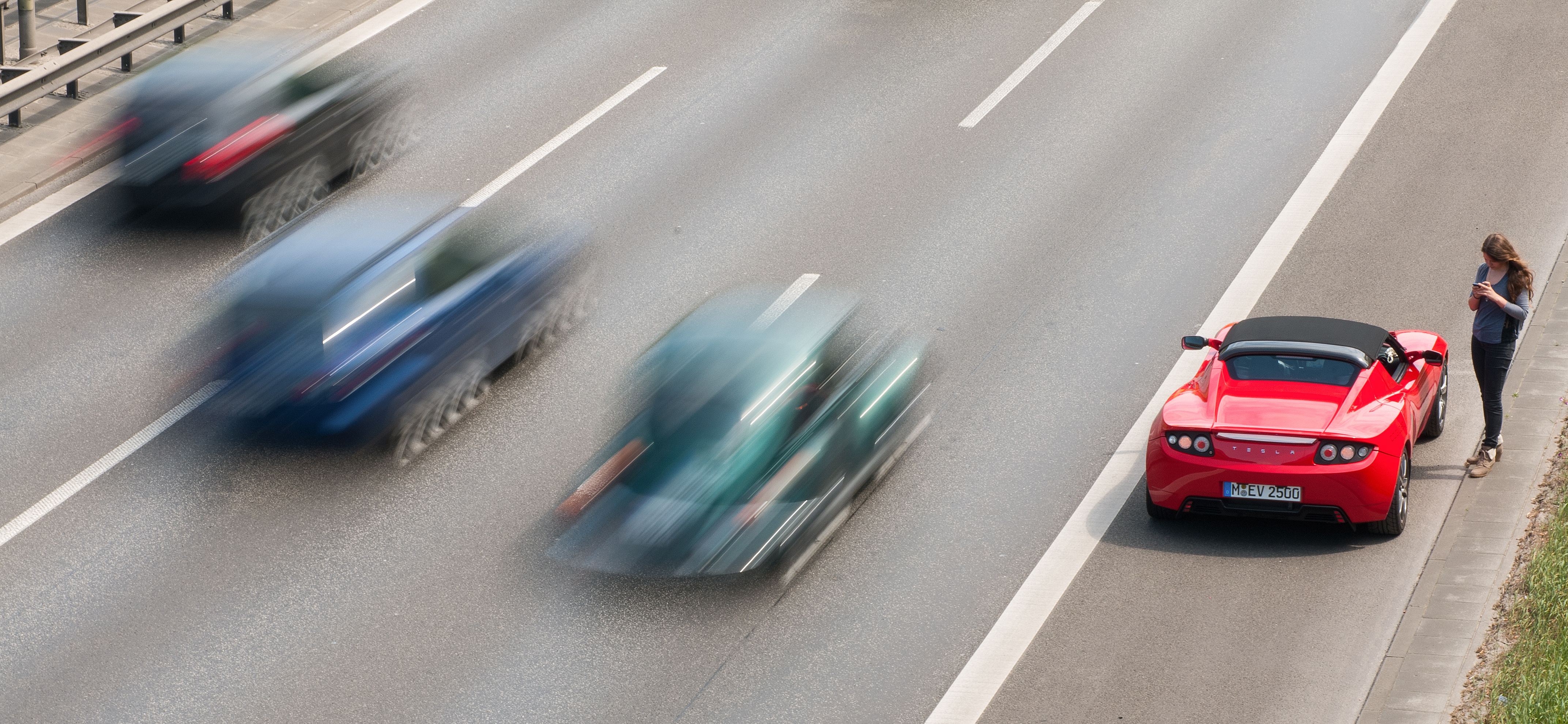

Nederland is wereldwijd een van de veiligste landen. Slachtoffers per miljard gemotoriseerde voertuigkilometers (IRTAD, International Road Traffic and Accident Database) in een groot aantal landen:
| Jaar | Land                         | IRTAD |
| ---- | ---------------------------- | ----- |
| 2005 | Australië                    | 7,88  |
| 2006 | Oostenrijk                   | 8,87  |
| 2006 | België                       | 11,09 |
| 2005 | Canada                       | 9,15  |
| 2005 | Tsjechië                     | 25,59 |
| 2004 | Denemarken                   | 7,70  |
| 2005 | Finland                      | 7,33  |
| 2006 | Frankrijk                    | 8,48  |
| 2006 | Duitsland                    | 7,48  |
| 1998 | Oost-Duitsland               | 21,37 |
| 1998 | West-Duitsland               | 10,69 |
| 2006 | Groot-Brittannië             | 6,21  |
| 1998 | Griekenland                  | 26,73 |
| 2006 | IJsland                      | 10,88 |
| 2001 | Ierland                      | 10,86 |
| 2005 | Japan                        | 10,32 |
| 2007 | Nederland                    | 4,97  |
| 2000 | Nieuw-Zeeland                | 12,42 |
| 1998 | Noord-Ierland                | 10,36 |
| 2005 | Noorwegen                    | 6,13  |
| 2000 | Slowakije                    | 46,86 |
| 2005 | Slovenië                     | 16,62 |
| 2005 | Zuid-Korea                   | 18,29 |
| 2006 | Zweden                       | 5,91  |
| 2006 | Zwitserland                  | 5,87  |
| 1998 | Verenigd Koninkrijk          | 7,56  |
| 2005 | Verenigde Staten van Amerika | 9,03  |

### Nederland
In 2022 waren er 745 verkeersdoden te betreuren (42,3 doden per miljoen inwoners) en in 2021 raakten ongeveer 22.700 mensen ernstig gewond. Dat zijn bijna 2 doden en ongeveer 60 ernstig gewonden per dag. Het aantal doden is de afgelopen jaren toegenomen, nadat het van piekjaar 1972 met 3267 doden tot 570 was gedaald in 2014 (-82,5%). Het aantal ernstig gewonden is de laatste jaren toegenomen. Met name oudere fietsers komen vaker in het ziekenhuis terecht. De helft van alle ernstig gewonden zijn fietsers.
Deze grafiek geeft de evolutie weer van het jaarlijks aantal verkeersdoden in Nederland sinds 1972
| Jaar                    | 2000   | 2001   | 2002   | 2003   | 2004   | 2005   | 2006   | 2007   | 2008   | 2009   | 2010   | 2011   | 2012   | 2013   | 2014   | 2015   | 2016   | 2017   | 2018   | 2019   |
| Aantal ernstig gewonden | 16.510 | 16.010 | 16.090 | 16.520 | 16.180 | 16.000 | 15.420 | 16.640 | 17.610 | 18.880 | 19.100 | 19.700 | 19.500 | 18.800 | 20.700 | 21.300 | 21.400 | 20.800 | 21.700 | 21.400 |

De overheid en een aantal maatschappelijke organisaties hebben zich als doel gesteld om het aantal doden en ernstig gewonden in 2020 terug te dringen tot maximaal 500 verkeerdoden en 10.000 ernstig gewonden.

### België
België heeft een slechte reputatie op het vlak van verkeersveiligheid met 5,7 verkeersdoden per honderdduizend inwoners in 2016. Voor Vlaanderen is dit 4,9 per honderdduizend en voor Wallonië 8,4. Opvallend hierbij is dat het totaal aantal verkeersslachtoffers (doden, licht en zwaargewonden) regionaal en zelfs per provincie vrijwel evenredig is met het aantal inwoners, dit is echter helemaal anders voor het aantal verkeersdoden. Hier valt op dat de minst bevolkte en tevens grootste provincies uitzonderlijk meer doden te betreuren hebben. Het blijkt zelfs dat de wegen in de Belgische Provincie Luxemburg het dodelijkst zijn van heel de Europese Unie: in '95 vielen er 100 verkeersdoden, een stijging met 11% in vergelijking met 1989. Per honderdduizend inwoners betekent dit een dodencijfer van 41,6 voor Luxemburg, een absoluut record (bron: Eurostat). Over de periode 1995 - 2015 is dit aantal wel al teruggelopen tot 21,2 maar hiermee toch nog steeds vijf maal hoger dan in de provincie Antwerpen.
De meest recente cijfers (2024) zijn als volgt:
- België: 38,8 doden per miljoen inwoners
- Vlaanderen: 36,5 doden per miljoen inwoners
- Brussel: 8,0 doden per miljoen inwoners
- Wallonië: 53,4 doden per miljoen inwoners

Verkeersonveiligheid kunnen we ook uitdrukken als aantal doden per miljard afgelegde kilometers. In 2012 bedroeg dit cijfer in België 7,7 doden per miljard voertuigkilometer.
Deze grafiek geeft de evolutie weer van het jaarlijks aantal verkeersdoden in België sinds 1972
In België lag het aantal verkeersdoden nooit hoger dan in 1972, de daling die zich vanaf dan inzet was onder meer het gevolg van de invoering van wetgeving met betrekking tot de verkeersveiligheid (o.a. gordelplicht voorin en later ook achterin, snelheidsbeperkingen, alcohollimiet), verbetering van de weginfrastructuur (o.a. uitbreiding snelwegennet, bouw rotondes) en de veiligheidsuitrusting van de voertuigen (ABS, airbags etc). Over de periode 1972-2022 verdriedubbelde het aantal personenwagens op de weg (van +/- 2 miljoen naar +/- 6 miljoen) terwijl het aantal verkeersdoden daalde met 82,5%.

#### België: Verkeersslachtoffers per Gewest en Provincie in 2013
| Regio Provincie | Letsel Ongeval Aantal | Slachtoffers Aantal | Doden Aantal | Ongeval Risico* | Ongeval Ernst* | Doden per 100.000 inwoners | Doden per miljard reiziger kilometer | Aandeel inwoners | Aandeel Slachtoffers | Aandeel Doden | Positieve Alcoholtest* |
| --------------- | --------------------- | ------------------- | ------------ | --------------- | -------------- | -------------------------- | ------------------------------------ | ---------------- | -------------------- | ------------- | ---------------------- |
| Antwerpen       | 7.141                 | 9.377               | 83           |                 | 11,6           | 4,6                        |                                      | 16,2%            | 17,1%                | 11,5%         | 9,7%                   |
| Oost-Vlaanderen | 7.008                 | 9.109               | 77           |                 | 11,0           | 5,3                        |                                      | 13,2%            | 16,7%                | 10,6%         | 10,7%                  |
| West-Vlaanderen | 5.123                 | 6.659               | 97           |                 | 18,9           | 8,3                        |                                      | 10,6%            | 12,2%                | 13,4%         | 12,0%                  |
| Vlaams-Brabant  | 3.576                 | 4.799               | 65           |                 | 18,2           | 5,9                        |                                      | 9,9%             | 8,8%                 | 8,9%          | 10,9%                  |
| Limburg         | 3.314                 | 4.659               | 62           |                 | 18,71          | 7,3                        |                                      | 7,7%             | 8,5%                 | 8,6%          | 9,3%                   |
| Vlaanderen      | 26.163                | 34.603              | 384          | 382             | 14,7           | 6,0                        | 4,4                                  | 57,5%            | 63,3%                | 53,0%         | 10,6%                  |
| Brussel         | 3.583                 | 4.324               | 24           | 795             | 6,7            | 2,1                        | 4,1                                  | 10,4%            | 7,9%                 | 3,3%          | 10,5%                  |
| Henegouwen      | 4.023                 | 5.499               | 108          |                 | 26,9           | 8,1                        |                                      | 12,0%            | 10,1%                | 14,9%         | 17,5%                  |
| Luik            | 3.656                 | 4.982               | 84           |                 | 23,0           | 7,7                        |                                      | 9,8%             | 9,1%                 | 11,6%         | 14,8%                  |
| Namen           | 1.679                 | 2.372               | 67           |                 | 39,9           | 13,9                       |                                      | 4,4%             | 4,3%                 | 9,3%          | 14,6%                  |
| Waals-Brabant   | 1.175                 | 1.527               | 17           |                 | 14,5           | 4,4                        |                                      | 3,5%             | 2,8%                 | 2,4%          | 16,5%                  |
| Luxemburg       | 1.001                 | 1.385               | 40           |                 | 40,0           | 14,5                       |                                      | 2,5%             | 2,5%                 | 5,5%          | 17,9%                  |
| Wallonië        | 11.534                | 15.765              | 316          | 273             | 27,4           | 8,9                        | 5,3                                  | 32,1%            | 28,8%                | 43,7%         | 16,3%                  |
| België          | 41.279                | 54.691              | 724          | 356             | 17,5           | 6,5                        | 4,7                                  | 100%             | 100%                 | 100%          | 12,1%                  |

Bronnen: BIVV Statistische analyse van de in 2012 geregistreerde verkeersongevallen met doden of gewonden en statbel.fgov.be
- Ongevalrisico: wordt gedefinieerd als het aantal letselongevallen per miljard voertuigkilometer.
- Ongevalernst: wordt gedefinieerd als het aantal doden per 1.000 letselongevallen.
- Positieve Alcoholtest: het gaat om de ademtest uitgevoerd bij autobestuurders betrokken bij letselongevallen, exclusief de overleden en zwaargewonde bestuurders waar dit niet mogelijk was. Voor België ging het om slechts 69% van de bestuurders, in Vlaanderen om 74%, in Wallonië om 62% en in Brussel om 59%. Het aantal bestuurders onder invloed bij letselongevallen zal in werkelijkheid dus nog hoger liggen.

#### België: Evolutie verkeersdoden volgens type weggebruiker
| Type          | 2005 Aantal | 2010 Aantal | 2013 Aantal | 2005 Index | 2010 Index | 2013 Index | 2005 Aandeel | 2010 Aandeel | 2013 Aandeel |
| ------------- | ----------- | ----------- | ----------- | ---------- | ---------- | ---------- | ------------ | ------------ | ------------ |
| Personenwagen | 624         | 443         | 340         | 100,0      | 71,0       | 54,5       | 57,3%        | 52,7%        | 47,0%        |
| Motor         | 125         | 102         | 102         | 100,0      | 81,6       | 81,6       | 11,5%        | 12,1%        | 14,1%        |
| Bromfiets     | 30          | 22          | 13          | 100,0      | 73,3       | 43,3       | 2,8%         | 2,6%         | 1,8%         |
| Fiets         | 71          | 70          | 73          | 100,0      | 98,6       | 102,8      | 6,5%         | 8,3%         | 10,1%        |
| Voetganger    | 108         | 106         | 99          | 100,0      | 98,1       | 91,7       | 9,9%         | 12,6%        | 13,7%        |
| Andere*       | 70          | 56          | 63          | 100,0      | 80,0       | 90,0       | 6,4%         | 6,7%         | 8,5%         |
| Onbekend      | 61          | 42          | 34          | 100,0      | 68,9       | 55,7       | 5,6%         | 5,0%         | 4,7%         |
| Totaal        | 1.089       | 841         | 724         | 100,0      | 77,2       | 66,5       | 100,0%       | 100,0%       | 100,0%       |

- Andere: Bus, vrachtwagen, bestelwagen, tractor

Opvallend in deze statistiek is dat de daling van het totaal aantal dodelijke slachtoffers belangrijke verschillen aan het licht brengt volgens het type weggebruiker. Vooral de kwetsbare weggebruikers (fietsers en voetgangers) kennen geen of slechts een beperkte daling, dit geldt ook in mindere mate voor motorrijders. Het aandeel van fietsers en voetgangers is daardoor toegenomen van 16,4% naar 23,8%. In Vlaanderen waar 90% van alle dodelijke fietsongevallen gebeuren bedraagt dit aandeel in 2013 zelfs bijna 29%. Vlaanderen kent wel een veel sterkere daling voor personenwagens, met 140 doden in 2013 ligt het aantal zelfs ver onder de 190 doden in Wallonië, ook al heeft het bijna dubbel zoveel inwoners.

## Verkeersonveiligheid oorzaken, ontwikkelingen en beleid

### Oorzaken, risicoverhogende omstandigheden, subjectieve veiligheid en beleid
De verkeersonveiligheid wordt in Nederland erkend als een maatschappelijk probleem. Velen vinden dat de huidige omvang van de verkeersonveiligheid onacceptabel hoog is. Deze interesse in het verkeer speelt zich af van landsniveau tot gemeentelijk niveau.
De collectieve gevolgen van de onveiligheid in het wegverkeer zijn aanzienlijk, zeker als die bijvoorbeeld vergeleken worden met andere transportsystemen, waarin de risico's veel lager liggen en waarin jaarlijks veel minder slachtoffers vallen. Denk hierbij bijvoorbeeld aan het vervoer per vliegtuig of trein. Daarnaast kunnen persoonlijke gevolgen zeer ingrijpend zijn. Men kan stellen dat deelname aan het verkeer een onvrijwillig gelopen risico is. Daarentegen moet men deelnemen aan het verkeer, mensen kunnen anders maatschappelijk niet functioneren.

### Oorzaken

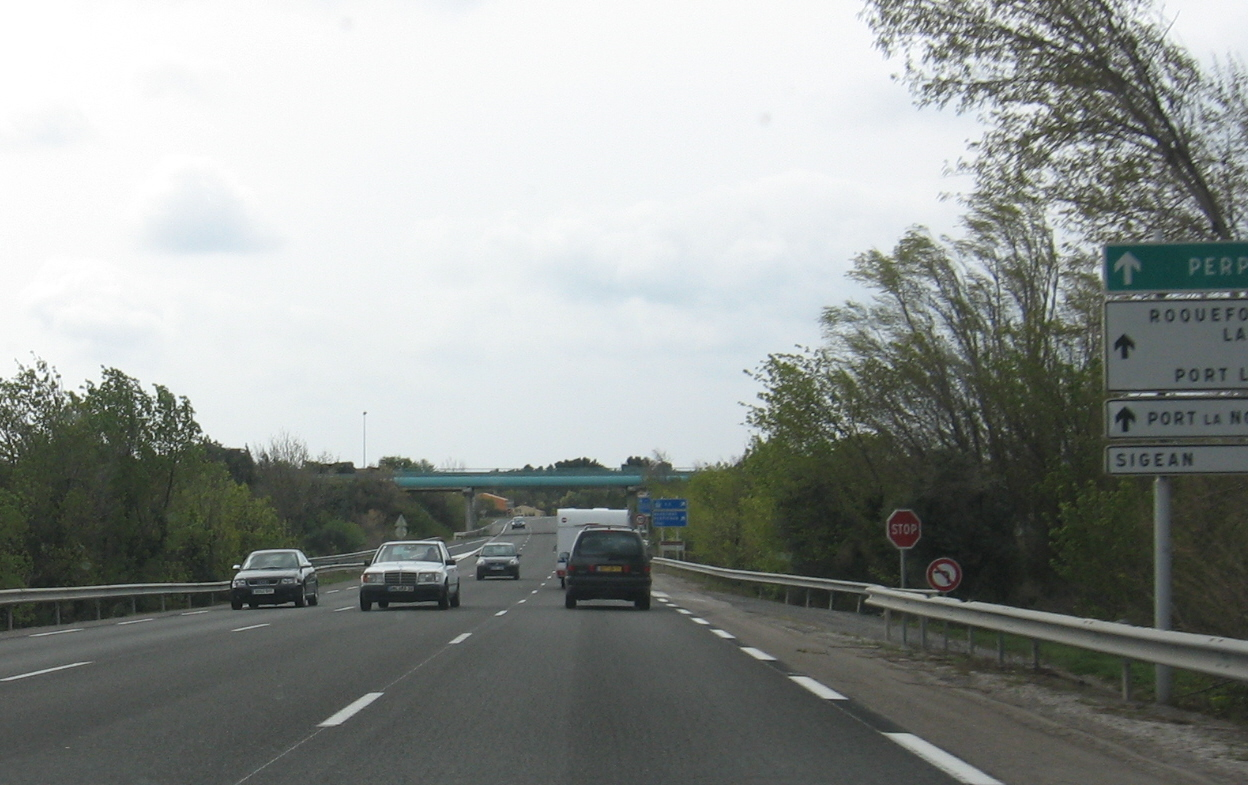
(Onveilige) inrichting infrastructuur: driestrooks weg in Zuid-Frankrijk: gebruik middelste strook door beide richtingen mogelijk

Factoren die verkeersonveiligheid bepalen zijn:
- Omvang van het verkeersvolume en de verdeling (de modalsplit) over de wijze waarop mensen aan het verkeer deelnemen. Het betreft hier bijvoorbeeld de verkeersintensiteiten. Hoe groter de intensiteit des te groter het ongevallenrisico is.
- Inrichting van de infrastructuur. Het betreft hier bijvoorbeeld gedateerde ontwerpen. De maatschappij en technologieën ontwikkelen zich doorgaans. Dat wil zeggen dat nieuwe wegontwerpen aan steeds meer veiligheidseisen voldoen en dat daarmee het risico op ongevallen verlaagd wordt. Echter nog lang niet alle wegen (in Nederland) zijn geherstructureerd.
- Verkeersveiligheidsmaatregelen. Het betreft hier bijvoorbeeld de wetgeving tegen het rijden onder invloed of het dragen van de autogordels. Deze maatregelen hebben vroeger een belangrijke rol gespeeld (1973-1985), maar sinds 1985 zijn er bijvoorbeeld geen belangrijke maatregelen van dit type getroffen en is het ongevallenrisico niet meer sterk veranderd.
- Autonome of externe ontwikkelingen, dat wil zeggen de factoren die niet gemakkelijk te beïnvloeden zijn, zoals de leeftijdsopbouw van de bevolking en het aantal rijbewijsbezitters.
- Incidentele factoren, dat wil zeggen factoren die per tijdsvak sterk kunnen wisselen, waarin geen structurele ontwikkeling zit en waarover geen voorspellingen op termijn te maken zijn, zoals het weer.
- Ontwikkelingen in de gezondheidszorg, inclusief de snelheid waarmee de ambulance naar de plaats van het ongeval gaat en weer terug naar het ziekenhuis. Niet alleen de ambulance maar alle hulpverlenende diensten kunnen veroorzaker zijn.

### Risicoverhogende omstandigheden
Factoren van invloed zijn:
- De snelheid waarmee men zich verplaatst. Dit wordt beschouwd als de belangrijkste factor als het gaat om de invloed op verkeersonveiligheid. Aanrijdingen met een relatief lage snelheid kunnen een mens al ernstig letsel berokkenen. (Finch e.a.,1994) De bekende vuistregel "één km/u hogere gemiddelde snelheid leidt tot drie procent meer ernstige slachtoffers" is echter niet zonder meer generaliseerbaar op elk wegtype. De Stichting Wetenschappelijk Onderzoek Verkeersveiligheid schreef in 2004:

Het onderzoeksresultaat van Finch et al. (1994) dat een afname van de gemiddelde snelheid met 1 km/uur de ongevalskans met minimaal 3% zou reduceren, lijkt niet zonder meer generaliseerbaar te zijn naar alle mogelijke toezichtmethoden en naar alle verkeerssituaties (verschillende typen wegen met verschillende snelheidslimieten, verschillen in de mix van verkeerssoorten, verschillen in de veiligheid van wegbermen, verschillen in de mogelijkheden om in conflict te komen met kruisend of tegemoetkomend verkeer, verschillen in snelheidsgedrag, enzovoort).
- Alchoholgebruik. Slechts twee glazen alcoholische drank verhogen de kans dat een persoon betrokken raakt bij een ongeval. Daarom geldt er in veel landen een wettelijk maximum alcoholpromillage dat een bestuurder mag hebben om deel te nemen aan het verkeer.
- Oplettendheid van de weggebruiker. Denk hierbij aan vermoeidheid, niet-handsfree bellen of rommelen met navigatieapparatuur.

### Subjectieve onveiligheid
Soms wordt een weg of kruispunt zo aangelegd of aangepast dat de verkeerssituatie onveilig lijkt. Weggebruikers worden hierdoor geprikkeld extra op te letten, wat leidt tot veiliger weggedrag. Een voorbeeld is het weglaten van de middenstreep op een weg: de weg lijkt hierdoor smaller en automobilisten zijn hierdoor geneigd langzamer te rijden.

### Beleid en middelen
Door middel van beleid voeren kan de verkeersonveiligheid afnemen. De uitvoeringsagenda is opgenomen in de Nota Mobiliteit waarin alle doelstellingen bepaald zijn. Hieronder staan enkele thema's uit de nota genoteerd.:
- Veiligheid (uiteraard)
- Kwaliteit leefomgeving; duurzame mobiliteit
- Bereikbaarheid over de weg
- De overheid kan doelstellingen voor verkeersveiligheid opstellen.
- Duurzaam Veilig Verkeer. Weg- en verkeersomstandigheden zijn van grote invloed. Er wordt steeds beter nagedacht over het ontwerp van een weg of routeontwerp (relatie tussen weg en omgeving, uniforme uitstraling). Voor de vormgeving van een weg is bijvoorbeeld de stroomfunctie van invloed, de ontsluitingsfunctie of de erf- en verblijfsfunctie.

#### België
België is het land met het hoogste aantal verkeersdoden per inwoner in West-Europa (zie tabel bovenaan). Vanaf 1951 werd er beleidsmatig aan gewerkt om het aantal verkeersdoden te verlagen. Een overzicht van de meest opvallende maatregelen.
- 1958 : rijden onder invloed vanaf 1,5 promille
- 1959 : autokeuring verplicht
- 1967 : theoretisch rijexamen verplicht
- 1967 : alcoholcontroles via ademtesten mogelijk
- 1968 : maximumsnelheid in bebouwde kom (60 km/h)
- 1974 : maximumsnelheid op autosnelwegen (120 km/h)
- 1975 : dragen van een gordel voorin verplicht
- 1975 : rijden onder invloed vanaf 0,8 promille
- 1977 : praktisch gedeelte aan rijexamen
- 1988 : invoeren van zone 30
- 1989 : rijbewijs verplicht voor brom- en motorfietsen
- 1990 : rijbewijs met punten wettelijk goedgekeurd bij Koninklijk Besluit van 18 juli, echter nog steeds niet in de praktijk gebracht bij gebrek aan uitvoeringsbesluiten.
- 1991 : dragen van een gordel verplicht op alle plaatsen in het voertuig
- 1992 : snelheid in de bebouwde kom naar 50 km/h en 90 km/h op alle andere wegen
- 1994 : rijden onder invloed vanaf 0,5 promille
- 1998 : invoeren van onbemande flitspalen
- 2000 : handvrij bellen verplicht
- 2003 : dodehoekspiegel verplicht bij vrachtwagens
- 2004 : verplichte zone 30 bij scholen
- 2011 : trajectcontrole wettelijk in gebruik

## Organisaties
- Stichting Wetenschappelijk Onderzoek Verkeersveiligheid (SWOV)(Nederland)
- Veilig Verkeer Nederland (VVN)
- MENSenSTRAAT
- ANWB
- Duurzaam Veilig
- TeamAlert
- Belgisch Instituut voor de Verkeersveiligheid (BIVV)
- Vlaamse Stichting Verkeerskunde (VSV)

## Publieksvoorlichting
Publieksvoorlichting is een belangrijke component in het streven naar meer verkeersveiligheid. Door de overheid en/of verkeersorganisaties worden campagnes gevoerd om mensen bewuster te maken van hun gedrag. Verschillende thema's komen telkens weer terug:
- (geen) alcohol in het verkeer is vanouds een belangrijk thema.
- Afstand houden.
- Kinderen in het verkeer.
- Licht en zichtbaarheid

Zo zijn er campagnes als:
- Bob jij of Bob ik?
- Tweesecondenregel
- De scholen zijn weer begonnen.

## Scholen
Het brengen en halen van kinderen met de auto bij basisscholen veroorzaakt typerende situaties. In deze situaties vinden kortstondige verkeerspieken en parkeerpieken plaats op frequente momenten. Parkeerpieken rondom scholen leiden tot wanordelijk gedrag en verkeersonveiligheid. Omdat dit herhaaldelijk voorkomt, is specifieke aandacht van belang.

### Parkeren
Ouders hebben vaak de klacht dat er te weinig parkeerplaatsen zijn. Desondanks zijn deze situaties niet altijd te verhelpen door het situeren van extra parkeerplaatsen. Een integrale aanpak tussen ouders, school, gemeente en omwonenden kan een grote bijdrage leveren zonder extra fysieke maatregelen te treffen.
Wanneer besloten wordt om extra parkeerplaatsen te creëren, is de ligging ervan ten aanzien van de verkeersveiligheid een belangrijk aandachtspunt. Zo moet onder meer worden afgevraagd of de parkeerplaatsen bestemd zijn voor ouders, taxi’s/bussen, leraren of combinaties daarvan.

### Beweegredenen van ouders
Beweegredenen van ouders voor het brengen en halen van kinderen met de auto zijn verschillend. Zo komt het voor dat ouders vóór het werken hun kinderen wegbrengen of de afstand voor het kind is te groot om per fiets af te leggen. Het kan ook gemakzucht zijn en vaak menen de ouders het veiliger te vinden voor het kind.
In sommige gevallen is het bij basisscholen een gewoonte dat veel ouders na het afzetten van kinderen ter plekke blijven staan om met elkaar te kletsen. De theoretische opvatting 'stilstaan - afzetten - wegrijden' komt dan weinig voor.

### Verkeersveiligheid

#### Kinderen en verkeersongevallen
Kinderen zijn kwetsbare en onervaren verkeersdeelnemers. Ongeveer 20% van alle verkeersslachtoffers zijn kinderen tussen 0 en 14 jaar. 5% van de verkeersdoden maken deel uit van deze leeftijdsgroep. Ongeveer een derde van deze ongevallen vindt plaats op de route van en naar school.

#### Grootste winst met betrekking tot verkeersveiligheid
De grootste winst die kan worden geboekt, met het oog op verkeersveiligheid rondom scholen, is het beperken van het 'brengen en halen'-verkeer. Naast de verbetering van de verkeersveiligheid wordt er ook automatisch een einde gemaakt aan de kortstondige parkeerpieken.

#### Preventie
Verbetering van verkeersveiligheid rondom scholen heeft al jarenlang de aandacht. Welbekende campagnes zijn 'De scholen zijn weer begonnen' en de verkeerseducatieve lessen voor kinderen zoals het behalen van een fietsdiploma. Er wordt gezocht naar nieuwe verkeersoplossingen in de buurt van scholen. Nieuw zijn situaties waarbij het concept van de 'gedeelde ruimte' rondom scholen wordt toegepast. In september 2009 heeft Veilig Verkeer Nederland een voorstel gedaan voor autovrije zones rondom scholen tijdens openings- en sluitingstijden. Op 31 januari 2013 is de organisatie MENSenSTRAAT opgericht die pleit voor een structureel andere inrichting van de openbare ruimte waarin niet het verkeer het primaat heeft, maar het verblijven. Onder het motto "van 'autostraat' naar 'mensenstraat'".